# Tsugaru (Klan)

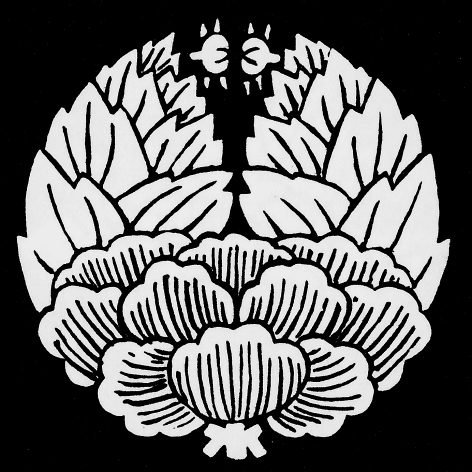
Wappen der Tsugaru
(Tsugaru-Pfingstrose)

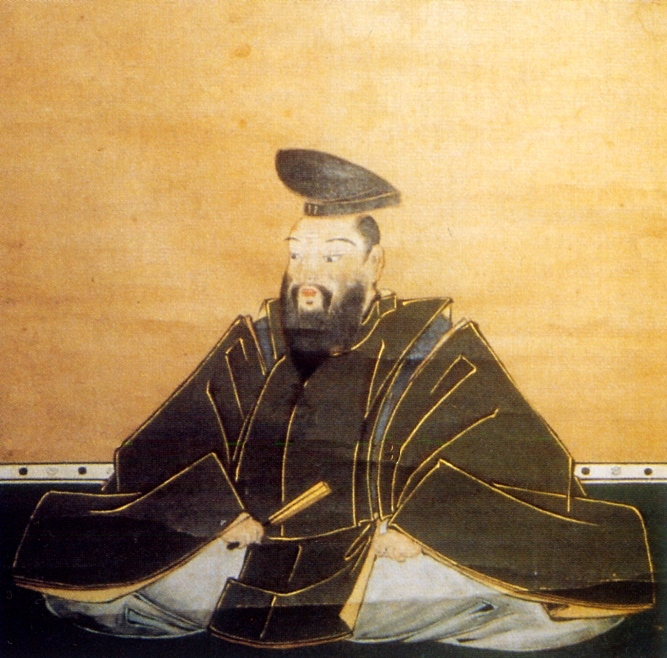
Tsugaru Tamenobu

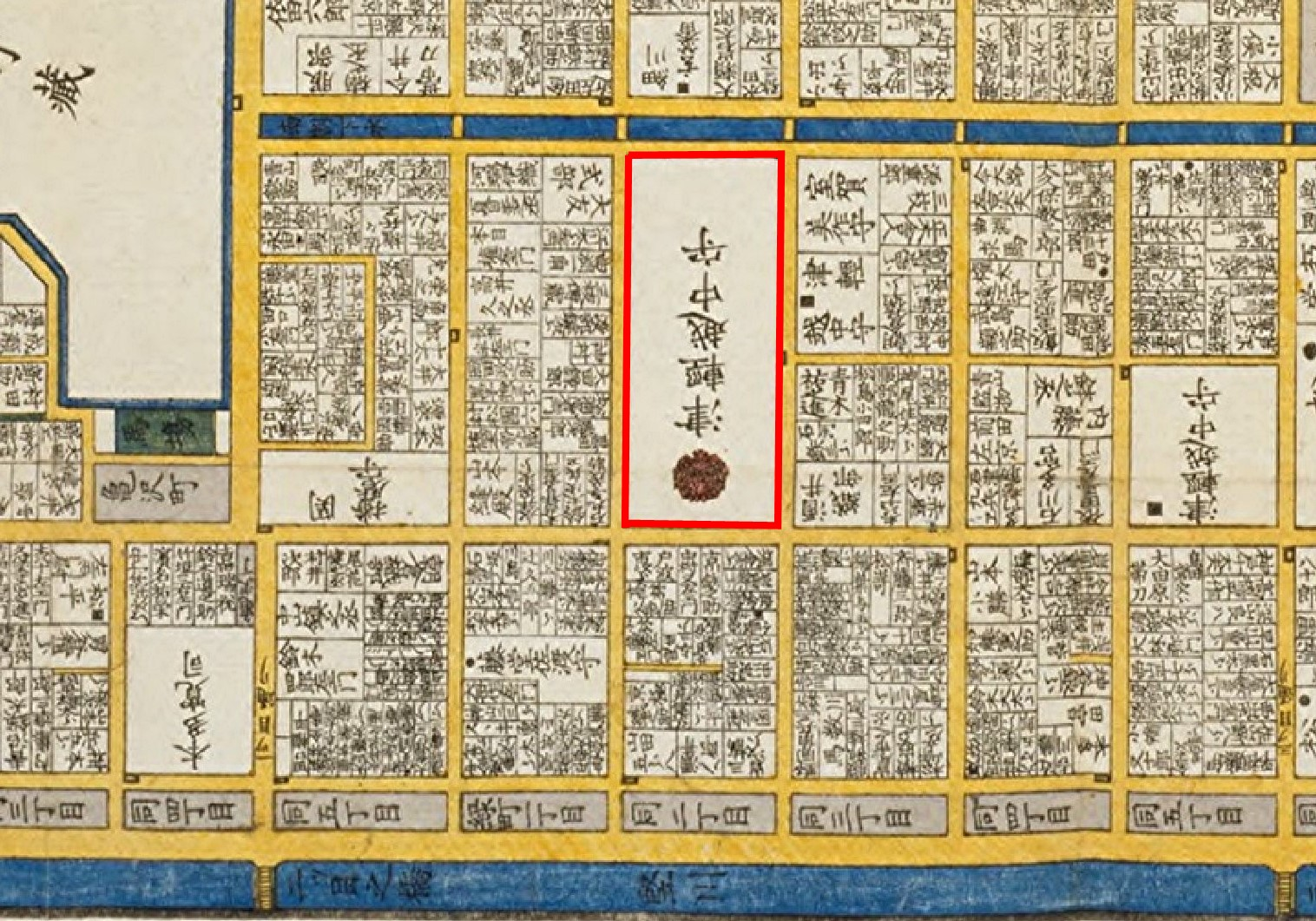
Tsugaru-Residenz in Edo.

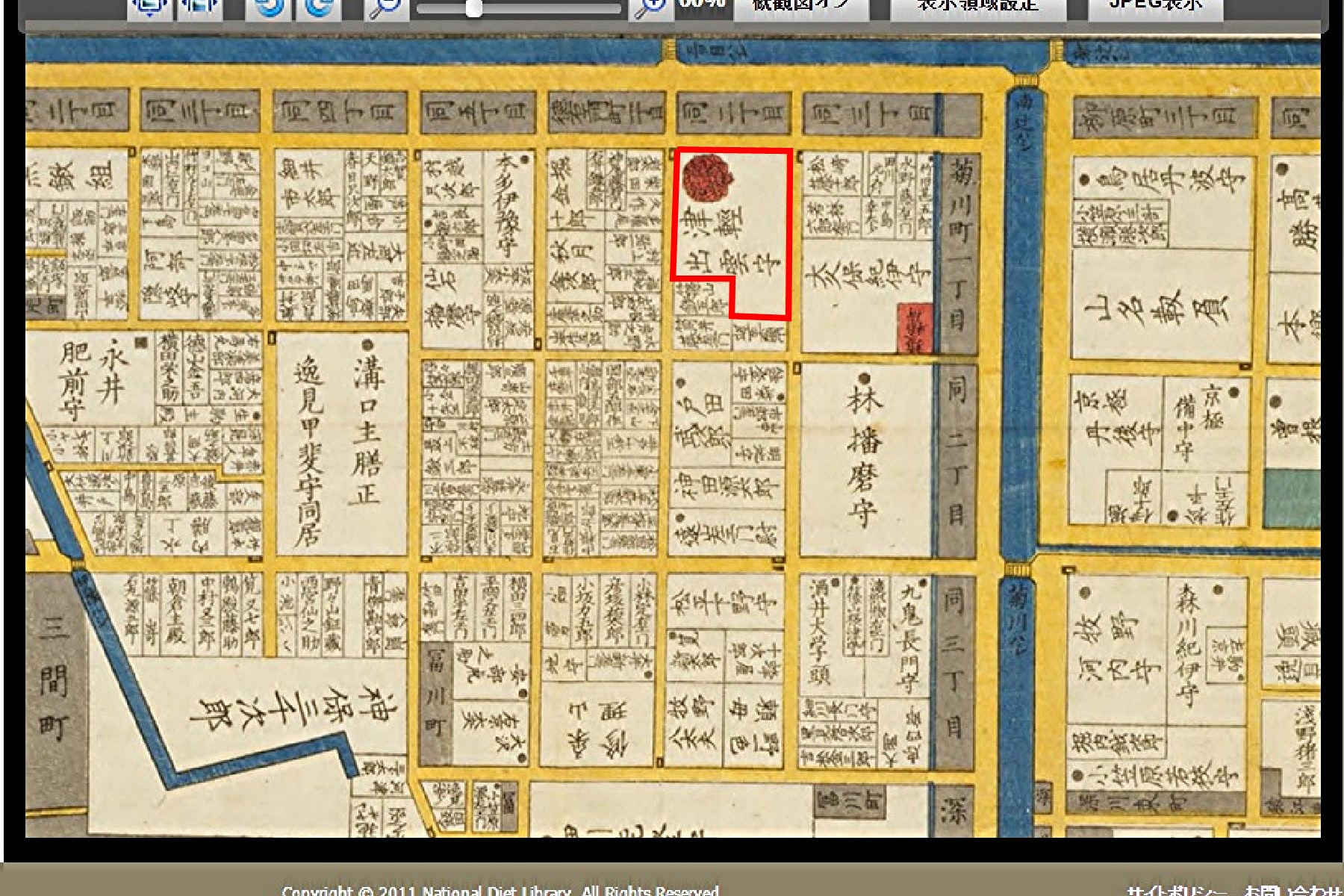
Tsugaru-Residenz in Edo.

Die Tsugaru (japanisch 津軽氏, Tsugaru-shi) waren eine Familie des japanischen Schwertadels (Buke), von ungeklärter Abstammung im Norden von Honshū. Manche vermuten eine Abstammen von Fujiwara no Tadamichi während andere einen japanisierten Ainu-Stamm als möglichen Ursprung ansehen. Mit einem Einkommen von 217.000 Koku gehörten die in Hirosaki (Präfektur Aomori) residierenden Tsugaru zu den großen Tozama-Daimyō der Edo-Zeit.
Die Tsugaru kontrollierten die nordjapanische Präfektur Aomori. Sie wächselten ihre Loyalität mehrmals zwischen pro-kaiserlicher Regierung und dem Ōuetsu Reppan Dōmei, der Nördlichen Allianz, welche später die Republik Ezo ausrief.

## Genealogie
Die Familie, die den Tsugaru-Distrikt regierte, nannte sich erst Kuji (久慈氏), dann Ōura (大浦氏).
- Ōura Morinobu (大浦守信, 1524–1568?)
- Tamenobu (為信, † 1608), Morinobus Sohn, musste sine Domäne gegen Nambu Nobuo verteidigen, der diese seinem Bruder Masanobu übertragen wollte. Tamenobu erbat 1589 Hilfe von Akita Sanesue und konnte so seinen Besitz behalten. Er wurde Gefolgsmann von Toyotomi Hideyoshi, der ihn in seinem Besitz bestätigte und im 1590 den Namen Tsugaru gab. Er nahm im selben Jahr an dem Feldzug gegen die Odawara-Hōjō teil. Als Hideyoshi den Korea-Feldzug begann, begleitete er ihn bis zur Hafenstadt Nagoya (Hizen). In der Schlacht von Sekigahara unterstützte er Tokugawa Ieyasu, der sein Einkommen auf 47.000 Koku erhöhte.
- Nobuhira (信牧, 1586–1631), Tamenobus Sohn, wurde 1596 getauft. Er wurde Nachfolger seines Vaters und baute 1610 die Burg Hirosaki, wo er lebte. Als 1614 die Christenverfolgung begann, nahm er viele Flüchtlinge auf, aber später trennte er sich vom christlichen Glauben.
- Yasuchika (寧親, 1765–1833), ein späterer Nachkomme, wurde 1805 auf 117.000 Koku hochgestuft.
- Nobuyuki (信順, 1800–1862) konnte 1808 sogar 217.000 Koku registrieren.[Anm. 1]

Nach 1868 führten die Tsugaru den Titel Graf.

### Zweiglinie
- Chikatari (親足; 1788–1849), ein Mitglied der Familie, wurde 1809 von 5.000 Koku zum Daimyō mit 10.000 Koku hochgestuft. Er und seine Nachkommen residierten bis 1868 in einem Festen Haus (jinya) in Kuroishi (Mutsu). Nach 1868 Vizegraf.